# Springdale (Utah)
Springdale é uma cidade  localizada no estado norte-americano de Utah, no Condado de Washington.

## Demografia
Segundo o censo norte-americano de 2000, a sua população era de 457 habitantes.
Em 2006, foi estimada uma população de 551, um aumento de 94 (20.6%).

## Geografia
De acordo com o United States Census Bureau tem uma área de
12,0 km², dos quais 12,0 km² cobertos por terra e 0,0 km² cobertos por água. Springdale localiza-se a aproximadamente 365 m acima do nível do mar.

## Localidades na vizinhança
O diagrama seguinte representa as localidades num raio de 24 km ao redor de Springdale.